# Andrey Antonovich Grechko
Andrey Antonovich Grechko (tiếng Nga: Андре́й Анто́нович Гре́чко; 17 tháng 10 [lịch cũ 4 tháng 10] năm 1903 - 26 tháng 4 năm 1976) là một Nguyên soái Liên Xô và Bộ trưởng Bộ Quốc phòng.

## Tiểu sử
Ông sinh ngày 17 tháng 10 năm 1903 tại một thị trấn nhỏ gần Rostov-on-Don, con trai của một nông dân người Ukraina
Ông gia nhập Hồng quân năm 1919 và trở thành một thành viên của lực lượng "Kỵ binh Budyonny". Sau Nội chiến Nga, Grechko được ghi danh vào Trường Kỵ binh số 6 tại thành phố Taganrog, và tốt nghiệp tại đây năm 1926. Ông gia nhập Đảng Cộng sản Liên Xô năm 1928, tốt nghiệp Học viện Quân sự Frunze năm 1936. Sau đó, ông theo học tại Học viện Bộ Tổng Tham mưu Liên Xô, tốt nghiệp năm 1941, chỉ vài tuần trước khi Chiến dịch Barbarossa bắt đầu.
Chức vụ chỉ huy đầu tiên của Grechko trong Chiến tranh Vệ quốc vĩ đại là ở Sư đoàn kỵ binh 34, một đơn vị đã chiến đấu dũng cảm quanh Kremenchuk (gần Kiev, Ukraina). Ngày 15 tháng 1 năm 1942, Grechko được bổ nhiệm làm chỉ huy Quân đoàn Kỵ binh V. Từ ngày 15 tháng 4 năm 1942 đến ngày 16 tháng 10 năm 1943, Grechko lần lượt giữ các chức vụ chỉ huy các Tập đoàn quân 12, 47, 18 và 56. Tất cả các đơn vị này đều trực thuộc Phương diện quân Bắc Kavkaz. 

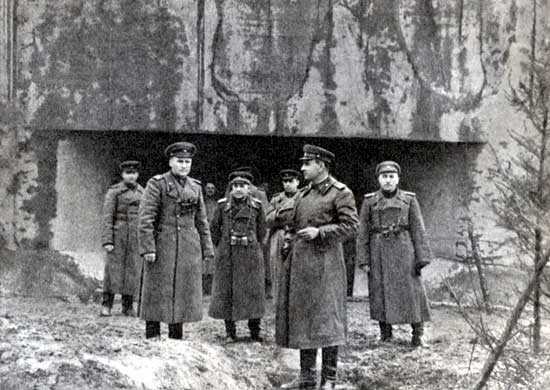
Tư lệnh Tập đoàn quân Cận vệ 1, Thượng tướng A.A. Grechko (ở giữa) tại phòng tuyến Árpád. Năm 1944.

Vào tháng 10 năm 1943, Grechko được thăng Phó Tư lệnh Phương diện quân Ukraina 1. Chỉ sau đó 2 tháng, ngày 14 tháng 12 năm 1943, ông được bổ nhiệm làm Tư lệnh Tập đoàn quân Cận vệ 1, trực thuộc Phương diện quân Ukraina 4; một vị trí ông giữ cho đến khi kết thúc chiến tranh. Đơn vị ông tham gia một số chiến dịch quan trọng, chủ yếu ở Hungary và Áo.
Sau chiến tranh, Grechko là Tư lệnh Quân khu Kiev cho đến năm 1953. Từ năm 1953 đến 1957, Grechko là Tổng Tư lệnh các lực lượng Liên Xô tại Đông Đức. Ngày 11 tháng 3 năm 1955, Grechko cùng với năm tướng lĩnh cấp cao khác, tất cả đều thành danh trong Thế chiến thứ hai, được thăng cấp bậc Nguyên soái Liên Xô. Từ năm 1957-1960, Grechko là Tổng Tư lệnh các lực lượng mặt đất, và từ năm 1960 đến 1967, ông là Tổng Tư lệnh các lực lượng khối Warszawa. Ngày 12 tháng 4 năm 1967, Grechko được bổ nhiệm làm Bộ trưởng Bộ Quốc phòng, kế nhiệm Nguyên soái Rodion Malinovsky vừa qua đời. Ông giữ chức vụ này cho đến khi qua đời năm 1976. Trong thập niên 1970, Grechko từng là chủ nhiệm Ủy ban biên soạn lịch sử chính thức của Liên Xô trong Thế chiến thứ hai.
Grechko là một thành viên tích cực trong Đảng Cộng sản Liên Xô, và là thành viên của Bộ Chính trị. Là Bộ trưởng Bộ Quốc phòng, Grechko đã có những đóng góp quan trọng trong việc hiện đại hóa quân đội Liên Xô, và chịu trách nhiệm rất lớn trong việc duy trì sức mạnh quân sự của nhà nước Liên Xô. Với tư cách là Bộ trưởng Quốc phòng, ý tưởng đáng chú ý nhất của Grechko là giả định của ông rằng Thế chiến thứ ba sẽ luôn trở thành chiến tranh hạt nhân vào một lúc nào đó, và như vậy ông đã lên kế hoạch rằng nếu Thế chiến thứ ba bắt đầu, sẽ tiến hành các cuộc tấn công hạt nhân toàn diện chống lại các quốc gia NATO vào lúc cuộc chiến bắt đầu.
Nguyên soái Andrey Antonovich Grechko qua đời ngày 26 tháng 4 năm 1976 tại Moskva. Chiếc bình chứa tro cốt của ông được cất trong Nghĩa trang tường Điện Kremli.

## Danh hiệu và giải thưởng
- Anh hùng Liên Xô, hai lần (1 tháng 2 năm 1958, 16 tháng 10 năm 1973) [6]
- Sáu Huân chương Lenin (tháng 12 năm 1942, 1945, ngày 1 tháng 2 năm 1958, tháng 10 năm 1963, ngày 22 tháng 2 năm 1968, ngày 16 tháng 10 năm 1973) [7]
- Huân chương Cờ đỏ, ba lần (1941, 1944, 1950)
- Huân chương Suvorov, hạng 1, hai lần (1944, 1945), hạng 2 (tháng 2 năm 1943)
- Huân chương Kutuzov, hạng 1, hai lần (1943, 1944)
- Huân chương Bogdan Khmelnitsky, hạng 1 (tháng 1 năm 1944)
- Anh hùng Cộng hòa xã hội chủ nghĩa Tiệp Khắc (5 tháng 10 năm 1969)
- Virtuti Militari, hạng 1 (Ba Lan)
- Thánh giá Grunwald, hạng 1 (Ba Lan)
- Huân chương Klement Gottwald (Cộng hòa xã hội chủ nghĩa Tiệp Khắc)

## Lược sử quân hàm
- Đại úy — 30.12.1935,
- Thiếu tá (không rõ),
- Trung tá (không rõ),
- Đại tá — 10.07.1941,
- Thiếu tướng — 09.11.1941,
- Trung tướng — 28.04.1943,
- Thượng tướng — 09.10.1943,
- Đại tướng — 03.08.1953,
- Nguyên soái Liên Xô — 11.03.1955.